# Rafaela Padilla de la Garza
Rafaela Padilla de la Garza nació en la Villa de San Nicolás Hidalgo (México), el 30 de octubre de 1836. Fue la única y legítima esposa del General Ignacio Zaragoza, Héroe de la Batalla de Puebla del 5 de mayo de 1862.

## Origen
Se conoce poco acerca de la vida de Rafaela y se sabe que era oriunda de la Villa de San Nicolás Hidalgo, Nuevo León y que quedó huérfana a temprana edad quedando al cuidado de su hermano Marcelino Padilla quien era un amigo del General Ignacio Zaragoza por medio del cual se conocieron. 

## Matrimonio
Hacia 1856 la Generación Liberal había terminado la Revolución de Ayutla y se disponían a la elaboración de la Constitución de 1857 y la consecuente Guerra de Reforma, así que durante un breve tiempo de relativa paz, el General Ignacio Zaragoza comenzó a frecuentar la casa de su amigo Marcelino Padilla en la Ciudad de Monterrey, en una de esas visitas descubrió una fotografía de una bella mujer de tez blanca, cabello castaño, nariz respingada y ojos color miel. La joven mujer era hermana del amigo del General de solo 20 años teniendo Zaragoza 7 años más y de inmediato le suplicó a su amigo le presentara a tan bella mujer y este accedió. Tras un breve tiempo de cortejo, el General pidió la mano de la joven a su madre ya que era huérfana de padre. Con el permiso de su Jefe inmediato el General Santiago Vidaurri, Zaragoza fijó como fecha para la boda el 21 de enero de 1857 en la Catedral de Monterrey. Lamentablemente para desgracia de la novia, el 1 de enero de 1857 el general conservador Tomás Mejía comenzó un levantamiento en San Luis Potosí en el Consulado Inglés robando dinero que al final se convertiría en un pretexto para la invasión de 1862. El General Zaragoza fue comisionado para ir a sofocar la rebelión por lo que no pudo asistir a su propia boda y envió como representante a su hermano Miguel quien participó en la boda. La novia lloró amargamente durante el evento al no poder contar con la presencia de su futuro marido y se afirma que durante la ceremonia celebrada por el presbítero Darío de Jesús Suárez se equivocó al nombrar a Miguel Zaragoza como novio provocando la negativa de la novia. 
Consagrado por completo a la Defensa de la patria, el General Zaragoza atendió poco su matrimonio en los 5 años que duró dadas las situaciones por las que la patria atevesaba en su momento. Tuvieron tres hijos de los cuales dos de ellos murieron. El primogénito Ignacio, falleció en Monterrey en marzo de 1858, ocho meses después nació el segundo Ignacio Estanislao, quien falleció al regresar a la Ciudad de México, la más pequeña, Rafaela en honor a su madre, nació en junio de 1860 y vivió hasta 1927.

## Fallecimiento
La mejor época para el matrimonio fue en el año de 1861 después de haberse ganado la Guerra de Reforma por los Liberales y siendo nombrado el General Zaragoza Ministro de Guerra lo cual lo mantuvo en la Ciudad de México, pero lamentablemente en diciembre de 1861, Rafaela Padilla fue diagnosticada con un mal incurable el cual no se determinó la causa exacta siendo lo más probable que haya sido pulmonía ya que al volver con su esposo de una función de ópera se quitó el abrigo y le entró aire. Su estado empeoró rápidamente y el 21 de diciembre de 1861, Zaragoza se despidió de su esposa para no volverla a ver jamás tras haber sido enviado por el presidente Juárez nuevamente a San Luis Potosí para comenzar a organizar lo que sería el Ejército de Oriente que triunfaría en la Batalla de Puebla. Rafaela Padilla murió el 13 de enero de 1862 estando su esposo ausente y en presencia de su suegra doña María de Jesús Seguín Martínez, Viuda de Zaragoza.

## Legado
Aunque Rafaela Padilla no llegó a conocer el triunfo de su esposo en la Batalla del 5 de mayo, la ciudad de Puebla la reconoció como la esposa del héroe y fue voluntad del pueblo que el gobierno mexicano exhumara los restos de Rafaela Padilla en la Ciudad de México y los trasladó a Puebla el 5 de mayo de 1979 para reunirlos con los restos de su marido donde descansan en el lugar donde se libró la Batalla de Puebla. La ciudad tiene en la actualidad parques y calles en honor a la esposa del héroe. 

## Filmografía
| Año  | Película                  | Director  | Actriz       |
| ---- | ------------------------- | --------- | ------------ |
| 2013 | Cinco de mayo: La batalla | Rafa Lara | Ximena Rubio |